# Eugene Robert Glazer
Pour les articles homonymes, voir Glazer.
Eugene Robert Glazer est un acteur américain, né le 16 décembre 1942 à Brooklyn, New York (États-Unis).

## Filmographie
- 1979 : The Clonus Horror : Guide #2
- 1984 : City Girl
- 1984 : Joy of Sex : Dr. Fox
- 1986 : Vendetta : David Greene
- 1987 : Hunter's Blood : Harris
- 1987 : Hollywood Shuffle (en) de Robert Townsend : Director / Teacher / Amadeus / Chicago Jones / Dirty Larry
- 1987 : Sens unique (No Way Out) : CID Agent
- 1988 : Envers et contre tous (Stand and Deliver)
- 1988 : I'm Gonna Git You Sucka (en) de Keenen Ivory Wayans : Officer
- 1989 : Intruder : Danny
- 1989 : Les Nuits de Harlem (Harlem Nights) : Detective Hogan
- 1991 : Eve of Destruction : Buddy #2
- 1991 : The Five Heartbeats : David Green
- 1991 : Stepping Out : Frank
- 1991 : Dollman : Captain Shuller
- 1992 : The Women of Windsor (TV)
- 1963 : Hôpital central ("General Hospital") (série TV) : Peter Kaufman (1992)
- 1993 : La Traque infernale (Bounty Tracker) : Luis Sarazin
- 1993 : The Substitute (en) (TV) : Ben Wyatt
- 1994 : Police File (série TV)
- 1995 : Scanner Cop II : Institute Director
- 1996 : Le Dernier Anniversaire (It's My Party) de Randal Kleiser : Jim Bixby
- 1996 : Golden Will: The Silken Laumann Story (TV) : Mr. Laumann
- 1997 : Dors ma jolie (While My Pretty One Sleeps) (TV)
- 1997 : A Prayer in the Dark (TV) : John Dolan
- 1997 : Skyscraper (vidéo) : Cranston
- 1997-2001: La Femme Nikita : Opération,Paul L. Wolfe
- 1998 : En quête de liberté : Grant Shaw
- 1999 : New Blood : M. Ryan